# Dalos szúnyog
A dalos szúnyog (Culex pipiens) a rovarok (Insecta) osztályának kétszárnyúak (Diptera) rendjébe, ezen belül a szúnyogfélék (Culicidae) családjába tartozó faj. Fontos szerepet játszik a különböző fertőző betegségek, különösen a Nyugat-nílusi láz terjesztésében.

## Előfordulása
Ez a szúnyogfaj a következő országokban rendelkezik jelentősebb állományokkal: Argentína, Ausztria, Bosznia-Hercegovina, Bulgária, Ciprusi Köztársaság, Csehország, Dél-Korea, Egyiptom, Franciaország, Görögország, Hollandia, Horvátország, Irán, Írország, Izrael, Japán, Jordánia, Kanada, Lengyelország, Lettország, Libanon, Litvánia, Luxemburg, Magyarország, Marokkó, Montenegró, Németország, Olaszország, Oroszország, Pakisztán, Portugália, Románia, Szaúd-Arábia, Szerbia, Szlovákia, Spanyolország, Svédország, Tádzsikisztán, Törökország, Tunézia, az Egyesült Királyság, az Amerikai Egyesült Államok és Uruguay.

## Megjelenése
A dalos szúnyog 4-6 milliméter hosszú kétszárnyú. Teste sötétbarna, világosbarna, sárga és fehéres pikkelyekkel sűrűn borított. A nőstény hosszú szúró-szívó szájszervvel rendelkezik, amely 6 vékony szúrósertéből áll.

## Életmódja
A dalos szúnyog lárvái kis állóvizekben, például esővizes hordókban, tócsákban fejlődnek. Az imágók rendszerint házakban, istállókban tartózkodnak, pincékben, barlangokban telelnek. A dalos szúnyog általában madarak vérével táplálkozik, de egyik alfaja az ember és más emlősök vérét szívja.

## Alfajok, változatok
A Culex pipiens f. molestus alakváltozatról DNS-vizsgálatokkal megállapították, hogy az ókorban (vagy talán még előtte) fejlődhetett ki a Közel-Keleten. Egyiptomban és környékén a mezőgazdasági civilizációkkal egy időben bukkanhatott fel. Sajátos csoportja a londoni metrószúnyog, amely valamikor az első metróvonal megnyitása (1863) utáni évtizedekben települt be az alagútrendszerbe. Komoly figyelemre a második világháború idején tett szert, amikor a metróba húzódó civilek azt vették észre, hogy szúnyogok szívják a vérüket. A sajátos viszonyokhoz alkalmazkodott populációt azóta rendszeresen kutatják.